# Kaczyn (Ukraina)
Kaczyn (ukr. Качин) – wieś na Ukrainie w rejonie koszyrskim obwodu wołyńskiego, nad jeziorem. W 2024 roku liczyła 749 mieszkańców.

## Zabytki
- Zamek w Kaczynie[3]
- W 1961 roku w Kaczynie znaleziono skarb(inne języki) z początku V wieku, jeden z największych z późnego okresu rzymskiego. Skarb był przechowywany w glinianym garnku. Stwierdzono dużą ilość biżuterii kobiecej, jedynej w swoim rodzaju oraz srebrne i metalowe elementy części akcesoriów konnych, m.in. wędzidło. Według archeologów, produkty te zostały zaprojektowane przez mistrzów z okolic Renu lub w warsztatach galicyjskich we wschodniej tradycji Cesarstwa Rzymskiego. Skarb jest ważnym wskaźnikiem aktywnego handlu międzynarodowego na Wołyniu w czasie późnego antyku.